# PUK

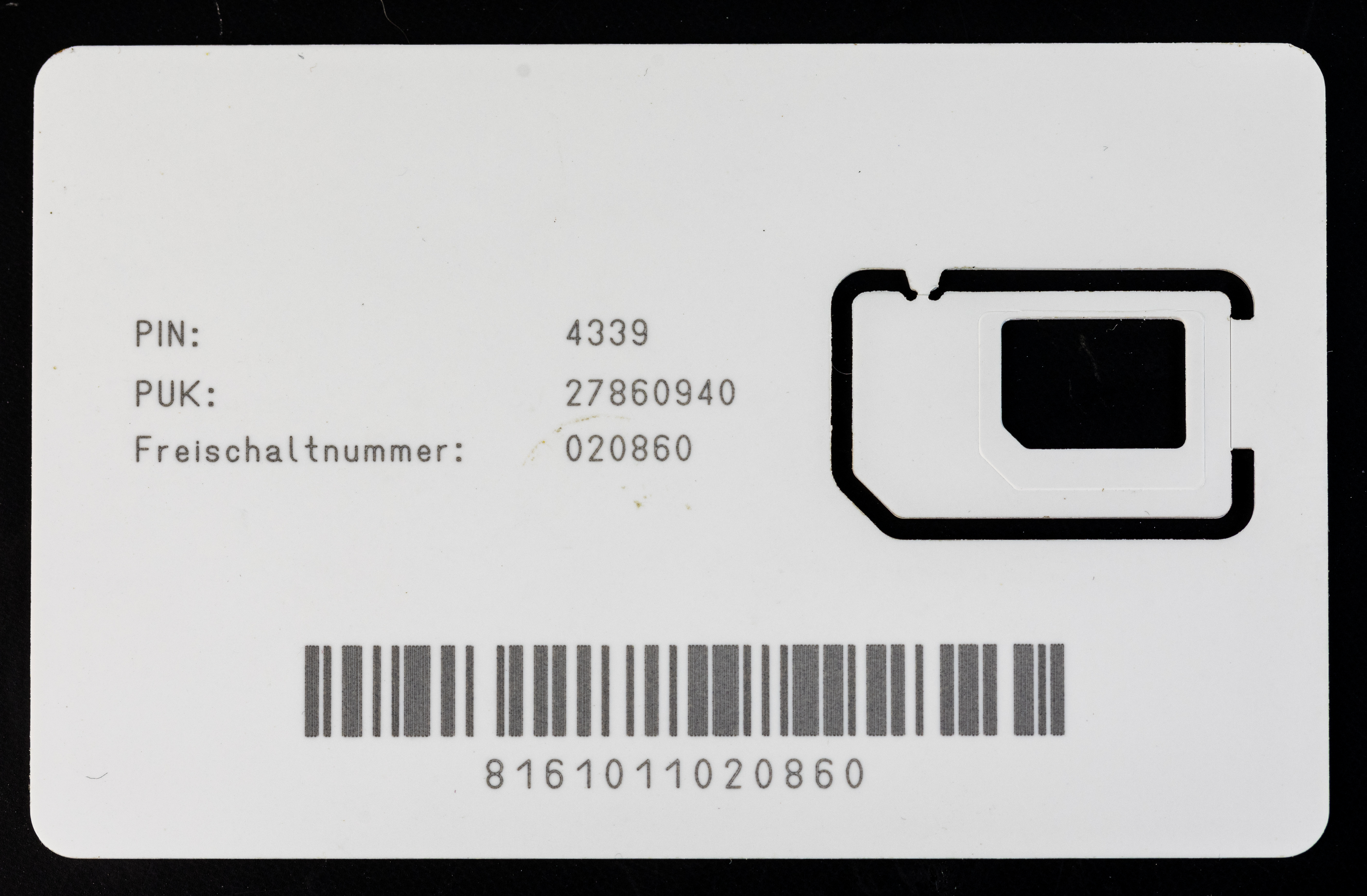
Personal Unlocking Code (PUK)

El PUK, acrónimo de Personal Unlocking Key (también conocido como Personal Unlocking Code o Personal Unlock Key) o Clave Personal de Desbloqueo en español. Es el código normalmente usado en los sistemas de telefonía móvil que se basan en tecnología GSM (Sistema Global para las Comunicaciones Móviles por sus siglas en inglés Global System for Mobile). Funciona como una clave o contraseña de 8 dígitos de longitud para desbloquear la tarjeta SIM del equipo móvil cuando se ha olvidado el PIN, o bien se ha bloqueado totalmente el móvil.
Nota: Después de 10 intentos erróneos del PUK, la tarjeta SIM se bloquea de forma permanente, siendo necesario que el operador la sustituya por una nueva.